# MAX鈴木
MAX鈴木（マックス すずき、本名：鈴木 隆将（すずき たかまさ）、1980年10月27日 - ）は、日本のフードファイター、タレント。YouTuber。2022年現在は株式会社EATers代表。東京都板橋区出身。血液型はB型。

## 来歴
中学生の頃にはオートレーサーを目指していたが、当時の養成所試験の身長制限（170cm以下）に引っかかるため受験すらできなかった。そのため自暴自棄となり、本人曰く「20年間ぐらいは腐った人生を送っていた」という。
大学を中退し、新宿の淀橋市場で運送業として働いていたが、その頃パチンコにはまり消費者金融の借金を抱え途方に暮れていたところ、キャバクラのボーイの募集広告を見て、水商売の世界に入る。その後、20代はキャバクラやガールズバーで働く一方でギャンブルに明け暮れ、数百万円単位の借金を抱えながら、当時交際していた女性の家を渡り歩くヒモ生活を送っていた。本人は当時を「リアル『カイジ』生活」と振り返っている。
34歳の時、もえのあずきが大食いしているテレビ番組を観て、自分もいけるのではないかと思いたち、某店舗の大食いメニューにチャレンジしたところ軽くクリアできてしまい、自分が大食いだと気が付く。接客を行う風俗営業のボーイの仕事のかたわら大食い準備をし、「元祖!大食い王決定戦」に出場した。ちなみにそれ以前は全く大食いの経験はなく「吉野家の牛丼並盛2杯ぐらい」が最高だった。
2015年9月、日曜ビッグバラエティ「元祖!大食い王決定戦〜新絶対王者襲名戦〜」（テレビ東京系列）に初出場し、ジャイアント白田の新人戦予選の記録を塗り替え初優勝。新人戦での完全優勝は史上初であった。この番組以降、ジャイアント白田から与えられたニックネーム、MAX鈴木を名乗る。
2016年1月に「国別対抗！大食い世界一決定戦」（テレビ東京）の日本代表に選出された。同年10月、「元祖!大食い王決定戦〜世界をつかめ!炎の決戦〜オーストラリア編〜」（同）に出演し準優勝した。同年11月、「大食い世界一決定戦 炎の開幕!!日本代表は誰だ!?」（同）に出演し優勝した。同年12月、父親の出身地である福島県浪江町にて大食いの模様を動画配信し、同町となみえ焼きそばをPRした。
2017年1月、「国別対抗！大食い世界一決定戦」（テレビ東京）に日本代表キャプテンとして出演、アメリカ代表のモリー・スカイラーに敗北。
2018年11月11日、岩手県盛岡市で行われた「第33回全日本わんこそば選手権」で、わんこそば632杯を15分で完食し大会新記録で優勝。
2020年1月12日、「最強大食い王決定戦2020」ではラーメン35杯完食し、史上最強の記録になり、ドクター西川のラーメン33杯を超え、3度目の優勝となった。
2021年1月、大庄とのタイアップでUber Eatsによるデリバリー専門店「MAX鈴木の背脂飯店」をオープン（なお2024年現在、既に販売を終了している）。
2021年2月22日、テレビ朝日の『激レアさんを連れてきた。』に出演し話題になった。

## 大食いに対する姿勢
大食いをスポーツとして捉えており、そのため大食いの大会では料理を味わうことはない。インタビューでは「僕にとって大食いは戦い」「大食いへのそういう姿勢（＝料理を美味しくきれいに食べるという考え方）は正直、ムカつきます」とも語っている。
本気で大会に挑む際には、だいたい大会の3ヶ月前、遅くても2ヶ月前からトレーニングに入る。高田馬場のラーメン屋『表裏』のマスターがトレーナーとなり、「胃を広げる」ことを目的とする第一段階、大会で使用される食材への対応を目的とする第二段階（例えば『大食い王決定戦』の場合は、30分で熱々のラーメンをどれだけ食べるかのトレーニングを重ねるという）を経て、大会の1週間前までに身体を仕上げ、あとは体調を整えるというのが一般的な流れ。そのため「大会に出るまでが辛すぎて、実は大会自体は楽」とも語っている。
日本では食べるときのマナーなどが重視される傾向があるため、自らのYouTubeチャンネルでも「再生回数を取るためには、見ている方が不快にならないように、おいしく、きれいに、楽しく食べることが大事」として見た目を意識しているが、本人の意識としては「YouTubeなどのエンタメも経験してわかったのは、僕の居場所はスポーツのほう」と考えている。そのため自らの立ち位置を「アメリカの大食い」に求めており、「スピードや量を重視するスポーツとしての大食いはアメリカの文化なんです。対して、日本は食べ方を重視する。僕はこの日本の文化を最終的に変えたい」というのが、自身の中での目標。近年は、自ら大食い団体「侍イーティング」を主宰して独自の大会を実施したりもしているが、それも「スポーツとしての大食いを日本に広める」のが目的。ただ、どうしても「（若手のフードファイターが）お金が稼げるYouTuberやエンタメ方向に流れてしまう」のが悩み。
なお健康管理にはかなり気を使っており「2ヶ月に1度健康診断を受けている」ほか、「喉と口のケガには気をつけている」。過去にインタビューで「揚げ物チャレンジとかで無理やり入れると喉を切り裂くので。僕にとって揚げ物は刃物なんですよ」「いくら胃袋が空いてても、入れることに支障があったら大食いできないですからね」と語っている。

## 人物
- 本名の「隆将（たかまさ）」はオートレース選手にちなんで名付けられた[17]ほか、前述の通り10代の頃にはオートレーサーを目指していた。そのせいもあって、公営ギャンブルの中ではオートレースを特に好み[17]、主に川口・伊勢崎での開催時を中心に、オート関連のイベントに頻繁に出演している。
- 普段は他のフードファイターたちとも仲が良く、一緒に食事に出かけることもある[2]。
- テレビの企画で24時間ステーキを食べ続ける企画を行い、参加者中唯一約10kgを食べきり、終了後に倍の量でやりたいと希望を出していた。
- ポエットでもあり、たびたび恋人（現在の妻）との交際関係についてのポエムをBLOG[18]にUPしている。
- ギャル好きで、芸能人ではゆきぽよの大ファン[19]。
- 2017年に結婚し、翌2018年に長男が誕生[20]。2020年現在は、自らのYouTubeチャンネルで度々息子の様子を披露している[21]。
- 男性型脱毛症（AGA）を発症していることを公表している。2019年12月には植毛手術を受ける様子を自らのYouTubeチャンネルで公開した[22]。
- 2020年現在はYouTuberとしての広告収入が主な稼ぎとなっており、本人曰く「YouTubeが軌道に乗ってからは昔の年収が月収に変わった」という[5]。
- いわゆるジビエ系の肉を苦手としている。「ラムやマトンみたいな臭みのある肉は100％無理」とのことで、過去にさらば青春の光の動画企画でラム肉による大食い対決を行った際は「臭いのせいで力み過ぎてムチウチになりかけ」、1キロほどの肉も食べられなかった[16]。

## 主な出演

### 動画配信
- MAX鈴木の”食”のMAXライブ！！！[注釈 2]（LINE LIVE、2016年10月 - 、週一レギュラー放送）
- MAX鈴木 TV（YouTube）[23]

### テレビ
- 日曜ビッグバラエティ（テレビ東京系列）
  - 元祖!大食い王決定戦 新絶対王者襲名戦〜[1]（2015年9月27日[24]） - 優勝[6]
  - 国別対抗!大食い世界一決定戦[1]（2016年1月1日[7]） - 準優勝[要出典]
  - 元祖!大食い王決定戦 世界をつかめ!炎の決戦〜[1]（2016年10月2日[8]） - 準優勝[要出典]
  - 大食い世界一決定戦 炎の開幕!!日本代表は誰だ!?[1]（2016年11月27日[9]） - 優勝[要出典]
  - 国別対抗!大食い世界一決定戦（2017年1月1日）[12]
  - 元祖!大食い王決定戦 怪物ルーキー出現!最強王座強奪戦（2017年10月15日） ‐ 優勝
- 水曜日のダウンタウン（TBS）[1]（2016年2月10日[25]、3月23日[26]）
- 直撃!コロシアム!! ズバッと!TV（TBS）[1]（2016年6月13日[27]）
- 全題未問（フジテレビ、2017年1月6日）
- ニンゲン観察バラエティ モニタリング（TBS）[1]（2017年3月23日、2016年8月4日[28]）
- デカ盛りハンター（テレビ東京系、2020年4月 - ）準レギュラー
- 激レアさんを連れてきた。 (テレビ朝日、2021年2月22日[29])

### ウェブ
- ぐるなび「みんなのごはん」（2016年6月8日[要検証 – ノート] - 、定期連載中）[注釈 3]
- 日刊SPA!（2016年9月22日）[30]

### 雑誌単発
- 週刊SPA!
  - 偏愛道「大食いチャレンジ最前線」[1]（2016年2月9・16合併号）[注釈 4]
  - 素人に優しい＆厳しい店TOP3（2016年5月8日）[注釈 5]
- 週刊大衆ヴィーナス デカ盛り座談会[1]（2016年3月4日[31]）

### イベント
- デルーサMAX（2016年5月21日、パチンコ店[神奈川県]、中村ゆうじと共演）[32]
- アラビアンフェスティバル[1]（2016年9月11日[要出典]、代々木公園）
- 東京ミートレアイベント（2017年3月25日、京王電鉄）